# LT-2
Lei Ting-2 (LT-2) – chińska bomba kierowana z naprowadzaniem laserowym. Po raz pierwszy zaprezentowana w październiku 2006 roku. Znajduje się na uzbrojeniu lotnictwa chińskiego, oraz jest oferowana na eksport. Jednym z użytkowników zagranicznych tej broni jest Bangladesz.
LT-2 jest pierwszą produkowana seryjnie bombą naprowadzaną na cel podświetlony laserem skonstruowana w Chinach. Z uwagi na duże podobieństwo do sowieckiej bomby KAB-500L może być jej wersja licencyjną, lub mogła być skonstruowana z wykorzystaniem metod inżynierii odwrotnej. W przedniej części bomby umieszczono głowicę naprowadzającą i stery. W tylnej stateczniki. Rolę ładunku bojowego bomby pełni bomba burząca wagomiaru 500 kg. LT-2 naprowadza się na cel podświetlony wiązka laserową. Źródło wiązki może znajdować się na samolocie przenoszącym bombę, innej maszynie latającej, lub na ziemi. LT-2 jest przenoszona przez samoloty JH-7, Q-5, FC-1, J-8B i J-10.